# Alis volat propriis

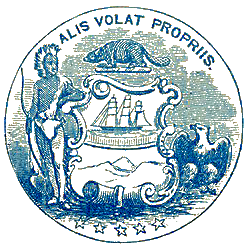
Sceau de l'Oregon entre 1848 et 1859.

La locution latine Alis volat propriis est la devise de l’État américain de l'Oregon. Elle peut être traduite, dans ce cas, par « Il vole de ses propres ailes », les toponymes en français étant masculins quand ils s’achèvent par une consonne.
Le latin ne précisant pas le genre en l’absence de sujet au verbe, on peut aussi la traduire par « Elle vole de ses propres ailes ».